# فرانك هربرت ميتشيل
فرانك هربرت ميتشيل (13 يونيو 1878 في المملكة المتحدة - 27 نوفمبر 1951 في المملكة المتحدة) (بالإنجليزية: Sir Frank Mitchell)‏ هو لاعب كريكت بريطاني (وحمل سابقاً جنسية المملكة المتحدة لبريطانيا العظمى وأيرلندا). لعب مع Buckinghamshire County Cricket Club ‏ ونادي الكريكت في جامعة أكسفورد ‏.

## وصلات خارجية
- فرانك هربرت ميتشيل على موقع إي آس بي آن كريك إنفو (الإنجليزية)